# Albert Kamph
Albert Oscar Ludvig Kamph, född 27 maj 1868, död 20 juli 1952, var en svensk järnvägsman.
Kamph var anställd vid Bergslagernas Järnvägar 1888-95, blev souschef vid trafikförvaltningen Göteborg-Stockholm i Gävle 1914 och direktör för Stockholm-Västerås-Bergslagens järnvägar från 1917. Kamph tillhörde flera statliga kommittéer för järnvägsfrågor.